# Liga dos Campeões da AFC de 2019
A Liga dos Campeões da AFC de 2019 foi a 38ª edição da liga organizada pela Confederação Asiática de Futebol (AFC). O campeão irá representar a Ásia na Copa do Mundo de Clubes da FIFA de 2019.

## Equipes classificadas
As seguintes equipes se classificaram para esta edição da competição:

### Ásia Ocidental
| País                                             | Equipe                                           | Classificação                                                                     |                                                  |
| Equipes que entram diretamente na fase de grupos | Equipes que entram diretamente na fase de grupos | Equipes que entram diretamente na fase de grupos                                  | Equipes que entram diretamente na fase de grupos |
| ------------------------------------------------ | ------------------------------------------------ | --------------------------------------------------------------------------------- | ------------------------------------------------ |
| Emirados Árabes Unidos                           | Al Ain                                           | Campeão – Campeonato Emiradense de 2017–18 Campeão – UAE President Cup de 2017–18 |                                                  |
| Emirados Árabes Unidos                           | Al-Wahda                                         | Vice-campeão – Campeonato Emiradense de 2017–18                                   |                                                  |
| Emirados Árabes Unidos                           | Al-Wasl                                          | Terceiro lugar – Campeonato Emiradense de 2017–18                                 |                                                  |
| Arábia Saudita                                   | Al-Hilal                                         | Campeão – Campeonato Saudita de 2017–18                                           |                                                  |
| Arábia Saudita                                   | Al-Ittihad                                       | Campeão – Copa do Rei de 2018                                                     |                                                  |
| Arábia Saudita                                   | Al-Ahli                                          | Vice-campeão – Campeonato Saudita de 2017–18                                      |                                                  |
| Catar                                            | Al-Duhail                                        | Campeão – Qatar Stars League de 2017–18 Campeão – Copa do Catar de 2018           |                                                  |
| Catar                                            | Al-Sadd                                          | Vice-campeão – Qatar Stars League de 2017–18                                      |                                                  |
| Irão                                             | Persepolis                                       | Campeão – Iran Pro League de 2017–18                                              |                                                  |
| Irão                                             | Esteghlal                                        | Campeão – Copa Hazfi de 2017–18 Terceiro lugar – Iran Pro League de 2017–18       |                                                  |
| Uzbequistão                                      | Lokomotiv Tashkent                               | Campeão – Campeonato Uzbeque de 2018                                              |                                                  |
| Iraque                                           | Al-Zawraa                                        | Campeão – Campeonato Iraquiano de 2017–18                                         |                                                  |
| Equipes que entram na fase de play-off           |                                                  |                                                                                   |                                                  |
| Emirados Árabes Unidos                           | Al-Nasr                                          | Quarto lugar – Campeonato Emiradense de 2017–18                                   |                                                  |
| Arábia Saudita                                   | Al-Nassr                                         | Terceiro lugar – Campeonato Saudita de 2017–18                                    |                                                  |
| Catar                                            | Al-Rayyan                                        | Terceiro lugar – Qatar Stars League de 2017–18                                    |                                                  |
| Catar                                            | Al-Gharafa                                       | Quinto lugar – Qatar Stars League de 2017–18                                      |                                                  |
| Irão                                             | Zob Ahan                                         | Vice-campeão – Iran Pro League de 2017–18                                         |                                                  |
| Irão                                             | Saipa                                            | Quarto lugar – Iran Pro League de 2017–18                                         |                                                  |
| Uzbequistão                                      | AGMK                                             | Campeão – Copa do Uzbequistão de 2018                                             |                                                  |
| Uzbequistão                                      | Pakhtakor                                        | Vice-campeão – Campeonato Uzbeque de 2018                                         |                                                  |
| Iraque                                           | Al-Quwa Al-Jawiya                                | Vice-campeão – Campeonato Iraquiano de 2017–18                                    |                                                  |
| Tajiquistão                                      | Istiklol                                         | Campeão – Campeonato Tajique de 2018                                              |                                                  |
| Índia                                            | Minerva Punjab                                   | Campeão – I-League de 2017–18                                                     |                                                  |
| Jordânia                                         | Al-Wehdat                                        | Campeão – Campeonato Jordano de 2017–18                                           |                                                  |
| Kuwait                                           | Al-Kuwait                                        | Campeão – Campeonato Kuwaitiano de 2017–18                                        |                                                  |

### Ásia Oriental
| País                                             | Equipe                                           | Classificação                                           |                                                  |
| Equipes que entram diretamente na fase de grupos | Equipes que entram diretamente na fase de grupos | Equipes que entram diretamente na fase de grupos        | Equipes que entram diretamente na fase de grupos |
| ------------------------------------------------ | ------------------------------------------------ | ------------------------------------------------------- | ------------------------------------------------ |
| Coreia do Sul                                    | Jeonbuk Hyundai Motors                           | Campeão – K League de 2018                              |                                                  |
| Coreia do Sul                                    | Daegu FC                                         | Campeão – Copa do Coreia do Sul de 2018                 |                                                  |
| Coreia do Sul                                    | Gyeongnam FC                                     | Vice-campeão – K League de 2018                         |                                                  |
| China                                            | Shanghai SIPG                                    | Campeão – Superliga Chinesa de 2018                     |                                                  |
| China                                            | Beijing Guoan                                    | Campeão – Copa da China de 2018                         |                                                  |
| China                                            | Guangzhou Evergrande                             | Vice-campeão – Superliga Chinesa de 2018                |                                                  |
| Japão                                            | Kawasaki Frontale                                | Campeão – J-League de 2018                              |                                                  |
| Japão                                            | Urawa Red Diamonds                               | Campeão – Copa do Imperador de 2018                     |                                                  |
| Austrália                                        | Sydney FC                                        | Campeão – Temporada regular da A-League de 2017–18      |                                                  |
| Austrália                                        | Melbourne Victory                                | Campeão – A-League Grand Final de 2018                  |                                                  |
| Tailândia                                        | Buriram United                                   | Campeão – Campeonato Tailandês de 2018                  |                                                  |
| Malásia                                          | Johor Darul Ta'zim                               | Campeão – Campeonato Malaio de 2018                     |                                                  |
| Equipes que entram na fase de play-off           |                                                  |                                                         |                                                  |
| Coreia do Sul                                    | Ulsan Hyundai                                    | Terceiro lugar – K League de 2018                       |                                                  |
| China                                            | Shandong Luneng                                  | Terceiro lugar – Superliga Chinesa de 2018              |                                                  |
| Japão                                            | Sanfrecce Hiroshima                              | Vice-campeão – J-League de 2018                         |                                                  |
| Japão                                            | Kashima Antlers                                  | Terceiro lugar – J-League de 2018                       |                                                  |
| Austrália                                        | Newcastle Jets                                   | Vice-campeão – Temporada regular da A-League de 2017–18 |                                                  |
| Tailândia                                        | Chiangrai United                                 | Campeão – Copa da Tailândia de 2018                     |                                                  |
| Tailândia                                        | Bangkok United                                   | Vice-campeão – Campeonato Tailandês de 2018             |                                                  |
| Malásia                                          | Perak                                            | Vice-campeão – Campeonato Malaio de 2018                |                                                  |
| Hong Kong                                        | Kitchee                                          | Campeão – Premier League Hong-konguesa de 2017–18       |                                                  |
| Vietname                                         | Hà Nội                                           | Campeão – Campeonato Vietnamita de 2018                 |                                                  |
| Filipinas                                        | Ceres-Negros                                     | Campeão – Campeonato Filipino de 2018                   |                                                  |
| Singapura                                        | Home United                                      | Vice-campeão – S-League de 2018                         |                                                  |
| Indonésia                                        | Persija Jakarta                                  | Campeão – Campeonato Indonésio de 2018                  |                                                  |
| Myanmar                                          | Yangon United                                    | Campeão – Campeonato Birmanês de 2018                   |                                                  |

## Calendário
O calendário para a competição é o seguinte:
| Fase            | Rodada                    | Data do sorteio        | Partida de ida                                                | Partida de volta                                                |
| --------------- | ------------------------- | ---------------------- | ------------------------------------------------------------- | --------------------------------------------------------------- |
| Fase preliminar | Primeira pré-eliminatória | Sem sorteio            | 5 de fevereiro                                                | 5 de fevereiro                                                  |
| Fase preliminar | Segunda pré-eliminatória  | Sem sorteio            | 12 de fevereiro                                               | 12 de fevereiro                                                 |
| Play-off        | Play-off                  | Sem sorteio            | 19 de fevereiro                                               | 19 de fevereiro                                                 |
| Fase de grupos  | Primeira rodada           | 22 de novembro de 2018 | 4–6 de março                                                  | 4–6 de março                                                    |
| Fase de grupos  | Segunda rodada            | 22 de novembro de 2018 | 11–13 de março                                                | 11–13 de março                                                  |
| Fase de grupos  | Terceira rodada           | 22 de novembro de 2018 | 8–10 de abril                                                 | 8–10 de abril                                                   |
| Fase de grupos  | Quarta rodada             | 22 de novembro de 2018 | 22–24 de abril                                                | 22–24 de abril                                                  |
| Fase de grupos  | Quinta rodada             | 22 de novembro de 2018 | 6–8 de maio                                                   | 6–8 de maio                                                     |
| Fase de grupos  | Sexta rodada              | 22 de novembro de 2018 | 20–22 de maio                                                 | 20–22 de maio                                                   |
| Fase final      | Oitavas de final          | 22 de novembro de 2018 | 18–19 de junho (Ásia Ocidental) 5–6 de agosto (Ásia Oriental) | 25–26 de junho (Ásia Ocidental) 12–13 de agosto (Ásia Oriental) |
| Fase final      | Quartas de final          | 2 de julho de 2019     | 26–28 de agosto                                               | 16–18 de setembro                                               |
| Fase final      | Semifinais                | 2 de julho de 2019     | 1–2 de outubro                                                | 22–23 de outubro                                                |
| Fase final      | Final                     | 2 de julho de 2019     | 9 de novembro                                                 | 24 de novembro                                                  |

## Rodadas de qualificação
Os confrontos desta fase foram anunciados em 22 de novembro de 2018. Nas rodadas de qualificação cada vaga foi definida em uma única partida. Os oito vencedores avançaram a fase de grupos.
O chaveamento para esta fase foi definido seguindo o ranking de cada associação.

### Primeira pré-eliminatória
| Equipe 1       | Resultado      | Equipe 2        |
| Ásia Ocidental | Ásia Ocidental | Ásia Ocidental  |
| -------------- | -------------- | --------------- |
| Al-Wehdat      | 2–3            | Al-Kuwait       |
| Ásia Oriental  |                |                 |
| Ceres-Negros   | 1–2            | Yangon United   |
| Home United    | 1–3            | Persija Jakarta |

### Segunda pré-eliminatória
| Equipe 1         | Resultado      | Equipe 2          |
| Ásia Ocidental   | Ásia Ocidental | Ásia Ocidental    |
| ---------------- | -------------- | ----------------- |
| Pakhtakor        | 2–1            | Al-Quwa Al-Jawiya |
| AGMK             | 4–2            | Istiklol          |
| Saipa            | 4–0            | Minerva Punjab    |
| Zob Ahan         | 1–0 (pro)      | Al-Kuwait         |
| Ásia Oriental    |                |                   |
| Perak            | 1–1 (6–5 pen.) | Kitchee           |
| Bangkok United   | 0–1            | Hà Nội            |
| Chiangrai United | 3–1            | Yangon United     |
| Newcastle Jets   | 3–1 (pro)      | Persija Jakarta   |

### Play-off
| Equipe 1            | Resultado      | Equipe 2         |
| Ásia Ocidental      | Ásia Ocidental | Ásia Ocidental   |
| ------------------- | -------------- | ---------------- |
| Al-Nasr             | 1–2            | Pakhtakor        |
| Al-Nassr            | 4–0            | AGMK             |
| Al-Rayyan           | 3–1            | Saipa            |
| Al-Gharafa          | 2–3            | Zob Ahan         |
| Ásia Oriental       |                |                  |
| Ulsan Hyundai       | 5–1            | Perak            |
| Shandong Luneng     | 4–1            | Hà Nội           |
| Sanfrecce Hiroshima | 0–0 (4–3 pen.) | Chiangrai United |
| Kashima Antlers     | 4–1            | Newcastle Jets   |

## Fase de grupos
O sorteio para a fase de grupos foi realizado em 22 de novembro de 2018 na sede da AFC em Kuala Lumpur na Malásia. As 32 equipes foram distribuídas em oito grupos com quatro equipes cada. Equipes da mesma associação não puderam ser sorteadas no mesmo grupo.
| Legenda | Legenda                    |
| ------- | -------------------------- |
|         | Classificados à fase final |
|         | Eliminados                 |

### Grupo A
| Pos. | Equipe    | Pts | J | V | E | D | GP | GC | SG  |
| ---- | --------- | --- | - | - | - | - | -- | -- | --- |
| 1    | Zob Ahan  | 12  | 6 | 3 | 3 | 0 | 10 | 5  | +5  |
| 2    | Al-Nassr  | 10  | 6 | 3 | 1 | 2 | 11 | 7  | +4  |
| 3    | Al-Zawraa | 8   | 6 | 2 | 2 | 2 | 14 | 9  | +5  |
| 4    | Al-Wasl   | 3   | 6 | 1 | 0 | 5 | 4  | 18 | –14 |

|           | WAS | ZAW | ZOB | NAS |
| --------- | --- | --- | --- | --- |
| Al-Wasl   |     | 1–5 | 1–3 | 1–0 |
| Al-Zawraa | 5–0 |     | 2–2 | 1–2 |
| Zob Ahan  | 2–0 | 0–0 |     | 0–0 |
| Al-Nassr  | 3–1 | 4–1 | 2–3 |     |

### Grupo B
| Pos. | Equipe             | Pts | J | V | E | D | GP | GC | SG |
| ---- | ------------------ | --- | - | - | - | - | -- | -- | -- |
| 1    | Al-Wahda           | 13  | 6 | 4 | 1 | 1 | 14 | 9  | +5 |
| 2    | Al-Ittihad         | 11  | 6 | 3 | 2 | 1 | 13 | 9  | +4 |
| 3    | Lokomotiv Tashkent | 7   | 6 | 2 | 1 | 3 | 10 | 11 | –1 |
| 4    | Al-Rayyan          | 3   | 6 | 1 | 0 | 5 | 9  | 17 | –8 |

|                    | ITH | WAH | LOK | RAY |
| ------------------ | --- | --- | --- | --- |
| Al-Ittihad         |     | 1–1 | 3–2 | 5–1 |
| Al-Wahda           | 4–1 |     | 3–1 | 4–3 |
| Lokomotiv Tashkent | 1–1 | 2–0 |     | 3–2 |
| Al-Rayyan          | 0–2 | 1–2 | 2–1 |     |

### Grupo C
| Pos. | Equipe    | Pts | J | V | E | D | GP | GC | SG |
| ---- | --------- | --- | - | - | - | - | -- | -- | -- |
| 1    | Al-Hilal  | 13  | 6 | 4 | 1 | 1 | 10 | 5  | +5 |
| 2    | Al-Duhail | 9   | 6 | 2 | 3 | 1 | 11 | 8  | +3 |
| 3    | Esteghlal | 8   | 6 | 2 | 2 | 2 | 6  | 8  | –2 |
| 4    | Al Ain    | 2   | 6 | 0 | 2 | 4 | 4  | 10 | –6 |

|           | DUH | HIL | AIN | EST |
| --------- | --- | --- | --- | --- |
| Al-Duhail |     | 2–2 | 2–2 | 3–0 |
| Al-Hilal  | 3–1 |     | 2–0 | 1–0 |
| Al Ain    | 0–2 | 0–1 |     | 1–2 |
| Esteghlal | 1–1 | 2–1 | 1–1 |     |

### Grupo D
| Pos. | Equipe     | Pts | J | V | E | D | GP | GC | SG |
| ---- | ---------- | --- | - | - | - | - | -- | -- | -- |
| 1    | Al-Sadd    | 10  | 6 | 3 | 1 | 2 | 7  | 8  | –1 |
| 2    | Al-Ahli    | 9   | 6 | 3 | 0 | 3 | 7  | 7  | 0  |
| 3    | Pakhtakor  | 8   | 6 | 2 | 2 | 2 | 7  | 7  | 0  |
| 4    | Persepolis | 7   | 6 | 2 | 1 | 3 | 6  | 5  | +1 |

|            | PER | SAD | AHL | PAK |
| ---------- | --- | --- | --- | --- |
| Persepolis |     | 2–0 | 2–0 | 1–1 |
| Al-Sadd    | 1–0 |     | 2–1 | 2–1 |
| Al-Ahli    | 2–1 | 2–0 |     | 2–1 |
| Pakhtakor  | 1–0 | 2–2 | 1–0 |     |

### Grupo E
| Pos. | Equipe             | Pts | J | V | E | D | GP | GC | SG |
| ---- | ------------------ | --- | - | - | - | - | -- | -- | -- |
| 1    | Shandong Luneng    | 11  | 6 | 3 | 2 | 1 | 10 | 8  | +2 |
| 2    | Kashima Antlers    | 10  | 6 | 3 | 1 | 2 | 9  | 8  | +1 |
| 3    | Gyeongnam FC       | 8   | 6 | 2 | 2 | 2 | 9  | 8  | +1 |
| 4    | Johor Darul Ta'zim | 4   | 6 | 1 | 1 | 4 | 4  | 8  | –4 |

|                    | GYE | JDT | KAS | SDL |
| ------------------ | --- | --- | --- | --- |
| Gyeongnam FC       |     | 2–0 | 2–3 | 2–2 |
| Johor Darul Ta'zim | 1–1 |     | 1–0 | 0–1 |
| Kashima Antlers    | 0–1 | 2–1 |     | 2–1 |
| Shandong Luneng    | 2–1 | 2–1 | 2–2 |     |

### Grupo F
| Pos. | Equipe               | Pts | J | V | E | D | GP | GC | SG  |
| ---- | -------------------- | --- | - | - | - | - | -- | -- | --- |
| 1    | Sanfrecce Hiroshima  | 15  | 6 | 5 | 0 | 1 | 9  | 4  | +5  |
| 2    | Guangzhou Evergrande | 10  | 6 | 3 | 1 | 2 | 9  | 5  | +4  |
| 3    | Daegu FC             | 9   | 6 | 3 | 0 | 3 | 10 | 6  | +4  |
| 4    | Melbourne Victory    | 1   | 6 | 0 | 1 | 5 | 4  | 17 | –13 |

|                      | GZE | DGU | MEL | SAN |
| -------------------- | --- | --- | --- | --- |
| Guangzhou Evergrande |     | 1–0 | 4–0 | 2–0 |
| Daegu FC             | 3–1 |     | 4–0 | 0–1 |
| Melbourne Victory    | 1–1 | 1–3 |     | 1–3 |
| Sanfrecce Hiroshima  | 1–0 | 2–0 | 2–1 |     |

### Grupo G
| Pos. | Equipe                 | Pts | J | V | E | D | GP | GC | SG |
| ---- | ---------------------- | --- | - | - | - | - | -- | -- | -- |
| 1    | Jeonbuk Hyundai Motors | 13  | 6 | 4 | 1 | 1 | 7  | 3  | +4 |
| 2    | Urawa Red Diamonds     | 10  | 6 | 3 | 1 | 2 | 9  | 4  | +5 |
| 3    | Beijing Guoan          | 7   | 6 | 2 | 1 | 3 | 6  | 8  | –2 |
| 4    | Buriram United         | 4   | 6 | 1 | 1 | 4 | 3  | 10 | –7 |

|                        | URA | BJG | JEO | BUR |
| ---------------------- | --- | --- | --- | --- |
| Urawa Red Diamonds     |     | 3–0 | 0–1 | 3–0 |
| Beijing Guoan          | 0–0 |     | 0–1 | 2–0 |
| Jeonbuk Hyundai Motors | 2–1 | 3–1 |     | 0–0 |
| Buriram United         | 1–2 | 1–3 | 1–0 |     |

### Grupo H
| Pos. | Equipe            | Pts | J | V | E | D | GP | GC | SG |
| ---- | ----------------- | --- | - | - | - | - | -- | -- | -- |
| 1    | Ulsan             | 11  | 6 | 3 | 2 | 1 | 5  | 7  | –2 |
| 2    | Shanghai SIPG     | 9   | 6 | 2 | 3 | 1 | 13 | 8  | +5 |
| 3    | Kawasaki Frontale | 8   | 6 | 2 | 2 | 2 | 9  | 6  | +3 |
| 4    | Sydney FC         | 3   | 6 | 0 | 3 | 3 | 5  | 11 | –6 |

|                   | SYD | KAW | SSI | ULS |
| ----------------- | --- | --- | --- | --- |
| Sydney FC         |     | 0–4 | 3–3 | 0–0 |
| Kawasaki Frontale | 1–0 |     | 2–2 | 2–2 |
| Shanghai SIPG     | 2–2 | 1–0 |     | 5–0 |
| Ulsan Hyundai     | 1–0 | 1–0 | 1–0 |     |

## Fase final

### Chaveamento
O chaveamento para a fase final foi definido após o sorteio das quartas de final que foi realizado em 2 de julho de 2019 na sede da AFC em Kuala Lumpur na Malásia.
|  | Oitavas de final           | Oitavas de final        | Oitavas de final | Oitavas de final |   |                           | Quartas de final | Quartas de final | Quartas de final | Quartas de final |  |                    | Semifinais | Semifinais | Semifinais | Semifinais |          |   | Final | Final | Final | Final |
|  |                            |                         |                  |                  |   |                           |                  |                  |                  |                  |  |                    |            |            |            |            |          |   |       |       |       |       |
|  |                            |                         |                  |                  |   |                           |                  |                  |                  |                  |  |                    |            |            |            |            |          |   |       |       |       |       |
|  | Al-Nassr                   | 1                       | 3                | 4                |   |                           |                  |                  |                  |                  |  |                    |            |            |            |            |          |   |       |       |       |       |
|  | Al-Wahda                   | 1                       | 2                | 3                |   |                           |                  |                  |                  |                  |  |                    |            |            |            |            |          |   |       |       |       |       |
|  | Al-Wahda                   | 1                       | 2                | 3                |   | Al-Nassr                  | 2                | 1                | 3                |                  |  |                    |            |            |            |            |          |   |       |       |       |       |
|  |                            |                         |                  |                  |   | Al-Nassr                  | 2                | 1                | 3                |                  |  |                    |            |            |            |            |          |   |       |       |       |       |
|  |                            | Al-Sadd                 | 1                | 3                | 4 |                           |                  |                  |                  |                  |  |                    |            |            |            |            |          |   |       |       |       |       |
|  | Al-Duhail                  | Al-Sadd                 | 1                | 3                | 4 | 1                         | 1                | 2                |                  |                  |  |                    |            |            |            |            |          |   |       |       |       |       |
|  | Al-Duhail                  |                         |                  |                  |   | 1                         | 1                | 2                |                  |                  |  |                    |            |            |            |            |          |   |       |       |       |       |
|  | Al-Sadd                    | 1                       | 3                | 4                |   |                           |                  |                  |                  |                  |  |                    |            |            |            |            |          |   |       |       |       |       |
|  | Al-Sadd                    | 1                       | 3                | 4                |   |                           |                  |                  |                  |                  |  | Al-Sadd            | 1          | 4          | 5          |            |          |   |       |       |       |       |
|  |                            |                         |                  |                  |   |                           |                  |                  |                  |                  |  | Al-Sadd            | 1          | 4          | 5          |            |          |   |       |       |       |       |
|  |                            | Al-Hilal                | 4                | 2                | 6 |                           |                  |                  |                  |                  |  |                    |            |            |            |            |          |   |       |       |       |       |
|  | Al-Ittihad                 | Al-Hilal                | 4                | 2                | 6 | 2                         | 4                | 6                |                  |                  |  |                    |            |            |            |            |          |   |       |       |       |       |
|  | Al-Ittihad                 |                         |                  |                  |   | 2                         | 4                | 6                |                  |                  |  |                    |            |            |            |            |          |   |       |       |       |       |
|  | Zob Ahan                   | 1                       | 3                | 4                |   |                           |                  |                  |                  |                  |  |                    |            |            |            |            |          |   |       |       |       |       |
|  | Zob Ahan                   | 1                       | 3                | 4                |   | Al-Ittihad                | 0                | 1                | 1                |                  |  |                    |            |            |            |            |          |   |       |       |       |       |
|  |                            |                         |                  |                  |   | Al-Ittihad                | 0                | 1                | 1                |                  |  |                    |            |            |            |            |          |   |       |       |       |       |
|  |                            | Al-Hilal                | 0                | 3                | 3 |                           |                  |                  |                  |                  |  |                    |            |            |            |            |          |   |       |       |       |       |
|  | Al-Ahli                    | Al-Hilal                | 0                | 3                | 3 | 2                         | 1                | 3                |                  |                  |  |                    |            |            |            |            |          |   |       |       |       |       |
|  | Al-Ahli                    |                         |                  |                  |   | 2                         | 1                | 3                |                  |                  |  |                    |            |            |            |            |          |   |       |       |       |       |
|  | Al-Hilal                   | 4                       | 0                | 4                |   |                           |                  |                  |                  |                  |  |                    |            |            |            |            |          |   |       |       |       |       |
|  | Al-Hilal                   | 4                       | 0                | 4                |   |                           |                  |                  |                  |                  |  |                    |            |            |            |            | Al-Hilal | 1 | 2     | 3     |       |       |
|  |                            |                         |                  |                  |   |                           |                  |                  |                  |                  |  |                    |            |            |            |            |          | 1 | 2     | 3     |       |       |
|  |                            | Urawa Red Diamonds      | 0                | 0                | 0 |                           |                  |                  |                  |                  |  |                    |            |            |            |            |          |   |       |       |       |       |
|  | Shanghai SIPG (pen)        | Urawa Red Diamonds      | 0                | 0                | 0 | 1                         | 1                | 2 (5)            |                  |                  |  |                    |            |            |            |            |          |   |       |       |       |       |
|  | Shanghai SIPG (pen)        |                         |                  |                  |   | 1                         | 1                | 2 (5)            |                  |                  |  |                    |            |            |            |            |          |   |       |       |       |       |
|  | Jeonbuk Hyundai Motors     | 1                       | 1                | 2 (3)            |   |                           |                  |                  |                  |                  |  |                    |            |            |            |            |          |   |       |       |       |       |
|  | Jeonbuk Hyundai Motors     | 1                       | 1                | 2 (3)            |   | Shanghai SIPG             | 2                | 1                | 3                |                  |  |                    |            |            |            |            |          |   |       |       |       |       |
|  |                            |                         |                  |                  |   | Shanghai SIPG             | 2                | 1                | 3                |                  |  |                    |            |            |            |            |          |   |       |       |       |       |
|  |                            | Urawa Red Diamonds (gf) | 2                | 1                | 3 |                           |                  |                  |                  |                  |  |                    |            |            |            |            |          |   |       |       |       |       |
|  | Urawa Red Diamonds         | Urawa Red Diamonds (gf) | 2                | 1                | 3 | 1                         | 3                | 4                |                  |                  |  |                    |            |            |            |            |          |   |       |       |       |       |
|  | Urawa Red Diamonds         |                         |                  |                  |   | 1                         | 3                | 4                |                  |                  |  |                    |            |            |            |            |          |   |       |       |       |       |
|  | Ulsan                      | 2                       | 0                | 2                |   |                           |                  |                  |                  |                  |  |                    |            |            |            |            |          |   |       |       |       |       |
|  | Ulsan                      | 2                       | 0                | 2                |   |                           |                  |                  |                  |                  |  | Urawa Red Diamonds | 2          | 1          | 3          |            |          |   |       |       |       |       |
|  |                            |                         |                  |                  |   |                           |                  |                  |                  |                  |  | Urawa Red Diamonds | 2          | 1          | 3          |            |          |   |       |       |       |       |
|  |                            | Guangzhou Evergrande    | 0                | 0                | 0 |                           |                  |                  |                  |                  |  |                    |            |            |            |            |          |   |       |       |       |       |
|  | Guangzhou Evergrande (pen) | Guangzhou Evergrande    | 0                | 0                | 0 | 2                         | 2                | 4 (6)            |                  |                  |  |                    |            |            |            |            |          |   |       |       |       |       |
|  | Guangzhou Evergrande (pen) |                         |                  |                  |   | 2                         | 2                | 4 (6)            |                  |                  |  |                    |            |            |            |            |          |   |       |       |       |       |
|  | Shandong Luneng            | 1                       | 3                | 4 (5)            |   |                           |                  |                  |                  |                  |  |                    |            |            |            |            |          |   |       |       |       |       |
|  | Shandong Luneng            | 1                       | 3                | 4 (5)            |   | Guangzhou Evergrande (gf) | 0                | 1                | 1                |                  |  |                    |            |            |            |            |          |   |       |       |       |       |
|  |                            |                         |                  |                  |   | Guangzhou Evergrande (gf) | 0                | 1                | 1                |                  |  |                    |            |            |            |            |          |   |       |       |       |       |
|  |                            | Kashima Antlers         | 0                | 1                | 1 |                           |                  |                  |                  |                  |  |                    |            |            |            |            |          |   |       |       |       |       |
|  | Kashima Antlers (gf)       | Kashima Antlers         | 0                | 1                | 1 | 1                         | 2                | 3                |                  |                  |  |                    |            |            |            |            |          |   |       |       |       |       |
|  | Kashima Antlers (gf)       |                         |                  |                  |   | 1                         | 2                | 3                |                  |                  |  |                    |            |            |            |            |          |   |       |       |       |       |
|  | Sanfrecce Hiroshima        | 0                       | 3                | 3                |   |                           |                  |                  |                  |                  |  |                    |            |            |            |            |          |   |       |       |       |       |

### Oitavas de final
| Equipe 1             | Total          | Equipe 2               | 1.º jogo       | 2.º jogo       |
| Ásia Ocidental       | Ásia Ocidental | Ásia Ocidental         | Ásia Ocidental | Ásia Ocidental |
| -------------------- | -------------- | ---------------------- | -------------- | -------------- |
| Al-Nassr             | 4–3            | Al-Wahda               | 1–1            | 3–2            |
| Al-Ittihad           | 6–4            | Zob Ahan               | 2–1            | 4–3            |
| Al-Duhail            | 2–4            | Al-Sadd                | 1–1            | 1–3            |
| Al-Ahli              | 3–4            | Al-Hilal               | 2–4            | 1–0            |
| Ásia Oriental        |                |                        |                |                |
| Kashima Antlers      | 3–3 (gf)       | Sanfrecce Hiroshima    | 1–0            | 2–3            |
| Guangzhou Evergrande | 4–4 (6–5 p)    | Shandong Luneng        | 2–1            | 2–3 (pro)      |
| Urawa Red Diamonds   | 4–2            | Ulsan                  | 1–2            | 3–0            |
| Shanghai SIPG        | 2–2 (5–3 p)    | Jeonbuk Hyundai Motors | 1–1            | 1–1 (pro)      |

### Quartas de final
Um sorteio foi realizado em 2 de julho de 2019 para definir as partidas desta fase. Para as quartas de final não existe a "proteção por país", ou seja, se houver duas equipes do mesmo país eles poderão se enfrentar nas quartas, independentemente do sorteio.
| Equipe 1             | Total          | Equipe 2           | 1.º jogo       | 2.º jogo       |
| Ásia Ocidental       | Ásia Ocidental | Ásia Ocidental     | Ásia Ocidental | Ásia Ocidental |
| -------------------- | -------------- | ------------------ | -------------- | -------------- |
| Al-Nassr             | 3–4            | Al-Sadd            | 2–1            | 1–3            |
| Al-Ittihad           | 1–3            | Al-Hilal           | 0–0            | 1–3            |
| Ásia Oriental        |                |                    |                |                |
| Shanghai SIPG        | 3–3 (gf)       | Urawa Red Diamonds | 2–2            | 1–1            |
| Guangzhou Evergrande | 1–1 (gf)       | Kashima Antlers    | 0–0            | 1–1            |

### Semifinal
| Equipe 1           | Total          | Equipe 2             | 1.º jogo       | 2.º jogo       |
| Ásia Ocidental     | Ásia Ocidental | Ásia Ocidental       | Ásia Ocidental | Ásia Ocidental |
| ------------------ | -------------- | -------------------- | -------------- | -------------- |
| Al-Sadd            | 5–6            | Al-Hilal             | 1–4            | 4–2            |
| Ásia Oriental      |                |                      |                |                |
| Urawa Red Diamonds | 3–0            | Guangzhou Evergrande | 2–0            | 1–0            |

### Final
A partida de ida foi sediada pela equipe da Ásia Ocidental e a partida de volta na Ásia Oriental, invertido em relação a final da edição anterior do torneio.
| Equipe 1 | Total | Equipe 2           | 1.º jogo | 2.º jogo |
| -------- | ----- | ------------------ | -------- | -------- |
| Al-Hilal | 3–0   | Urawa Red Diamonds | 1–0      | 2–0      |

## Premiação
| Liga dos Campeões da AFC de 2019 |
| Arábia Saudita                   |
| -------------------------------- |
| Al-Hilal Campeão (3.º título)    |